# Гётц, Герман
Герман Гётц (нем. Hermann Goetz; 7 декабря 1840, Кёнигсберг — 3 декабря 1876, Хоттинген, ныне в составе Цюриха) — германский композитор.
Сын торговца. Начал регулярно заниматься музыкой только в возрасте семнадцати лет (у Луи Кёлера и Георга Яфы), до этого пытался изучать математику, полностью оставив её только после трёх семестров в Консерватории Штерна, где его педагогами были сам Штерн (дирижирование), Ганс фон Бюлов (фортепиано) и Гуго Ульрих (композиция и контрапункт). Окончив консерваторию в 1862 году, Гётц на следующий год был назначен органистом в Винтертуре в Швейцарии, где работал и преподавал до 1872 года. Одной из его работ была опера «Укрощение строптивой» на основе одноимённой пьесы Шекспира. Спустя несколько лет после создания она была поставлена в Мангейме (в октябре 1874 года) и имела огромный успех, будучи поставленной вскоре во всех крупнейших немецких театрах. Это событие сделало Гётца известным во всей Германии, но менее чем через два года он умер от туберкулёза.
Его вторая опера, «Франческа да Римини», осталась лишь фрагментом, но, согласно его завещанию, была закончена Эрнстом Франком и поставлена в 1877 году. Также наследие Гётца включает два фортепианных и скрипичный концерты (все три в наше время записаны), ряд композиций камерной музыки, ораторий и сонат.